# Максименко Микола Васильович
Микола Васильович Максименко (біл. Мікалай Васілевіч Максіменка; нар. 15 вересня 1942, с. Липень, Осиповицький район, Могильовська область) — білоруський фізик-теоретик. Доктор фізико-математичних наук (1993), професор (1994).

## Біографія
Закінчив Гомельський педагогічний інститут імені В. П. Чкалова (Спеціальність " Фізика. Математика", 1965), Інститут фізики АН БРСР (аспірантура, 1969).
Працював у Інституті фізики АН БРСР (1970-1973), Гомельському державному університеті імені Ф. Скорини (з 1974, кафедра теоретичної фізики, професор, в 1976-2008 — завідувач кафедри, 1986-1989 — декан фізичного факультету).
Наукові інтереси: Фізика електромагнітних взаємодій адронів у складних моделях релятивістської квантової теорії поля.

## Нагороди
Почесні грамоти Міністерства вищої та середньої спеціальної освіти СРСР (1977, 1978, 1983, 1984), НАН Білорусі (2006, 2011), нагрудний знак «Відмінник освіти Республіки Білорусь» та ін.